# Kandžur
Kandžur, též Kangjur (doslova „překlad slov Buddhových“), je jedna ze sbírek textů tibetského buddhistického kánonu. Kandžur zahrnuje především překlady buddhistických děl ze sanskrtu a jeho jednotlivá vydání se liší podle uspořádání a výběru textů. V České republice je Kandžur dostupný v tibetské knihovně Orientálního ústavu Akademie věd. Jedná se o tzv. dergeský Kandžur, který obsahuje 103 překladů zejména koše súter, vinaji a abhidharmy.
Počátky vzniku Kandžuru sahají do přelomu 8. a 9. století, kdy začaly vznikat první překlady buddhistických textů do tibetského jazyka. Avšak až ve 14. století proběhlo jejich systematické uspořádání do dvou sbírek. Byl to Künga Dordže, který mezi lety 1347–1351 zrevidoval dané texty a dal jim ucelenou formu. Za základ mu sloužil tzv. Narthangský rukopis nazvaný podle kláštera Narthang, ve kterém vznikl. Künga Dordžeův Kandžur se pak stal známý jako Cchalpa Kandžur, jež se stal základem pozdějších vydání dalších Kandžurů.